# Лудогорец Арена
Лудогорец Арена — футбольный стадион в Разграде, Болгария. Является домашним стадионом для клуба «Лудогорец». Стадион вмещает 12 с половиной тысяч зрителей и был открыт 21 сентября 2011 года.
В мае 2011 года общиной города Разград было принято решение переименовать стадион «Дянко Стефанов» в «Лудогорец Арена». Стадион имел вместимость 6000 мест. После реконструкции стадиона, на которую владелец футбольного клуба «Лудогорец» выделил 10 млн. болгарских левов вместимость стадиона увеличилась до 12 500.